# Görcsöny
Görcsöny is een plaats (község) en gemeente in het Hongaarse comitaat Baranya. Görcsöny telt 1726 inwoners (2001).

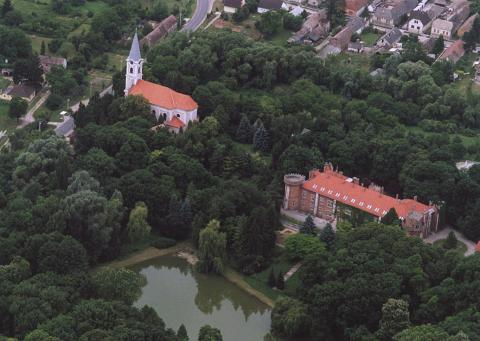
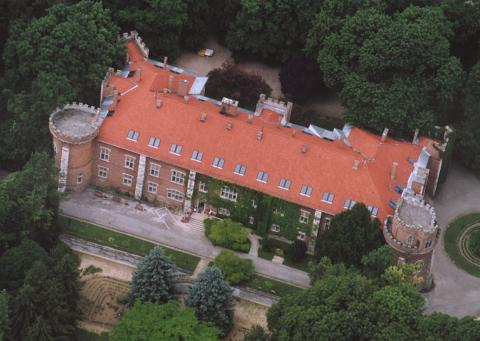